# Le Chateley
Le Chateley é uma comuna francesa na região administrativa de Borgonha-Franco-Condado, no departamento de Jura. Estende-se por uma área de 4,67 km². Em 2010 a comuna tinha 90 habitantes (densidade: 19,3 hab./km²).